# Takaroa
Takaroa és un atol de les Tuamotu, a la Polinèsia Francesa. És el cap de la comuna de Takaroa i forma part del grup d'illes del Rei Jordi. Està situat al nord de l'arxipèlag, a 9 km al nord-est de l'extrem de Takapoto i a 575 km al nord-est de Tahití.

## Geografia
És un atol ovalat de 24 km de llarg i 8 d'ample, amb una superfície total de 113 km². La llacuna interior es comunica amb l'oceà per un pas de 3 m de profunditat.
La vila principal és Teavaroa que ocupa tot un illot. Disposa d'un aeròdrom situat a 2 km. La població total era de 1.003 habitants al cens del 2002. Un 90% dels habitants són mormons i compten amb un temple construït el 1891. També s'hi troben restes de diversos temples polinesis (maraes). L'activitat principal és el comerç de nacre i perles negres.

## Història
El nom Takaroa vol dir «mentó llarg». Altres noms històrics són Taka-Pua, Tioka i Taaroa. L'anglès John Byron, el 1765, el va anomenar Coral Island.